# Centre des Affaires (métro d'Alger)
Centre des Affaires est une station de la ligne 1 du métro d'Alger actuellement en travaux et qui doit être mise en service à l'horizon 2026.

## Caractéristiques
La station est située au cœur du quartier d'affaires de Bab Ezzouar, entre le centre commercial de Bab Ezzouar, les hôtels Marriott et Mercure.
Elle disposera de trois sorties. Elle sera équipée, comme l'ensemble des autres stations, d'un ascenseur pour les  personnes à mobilité réduite.

## Historique
La station fait partie de l'extension B1  de la ligne 1 du métro d'Alger dont les travaux ont débuté en 2015.
Le tunnelier atteint la station le 5 octobre 2021.

## Services aux voyageurs

### Intermodalité
- Ligne 19 de l'ETUSA

## À proximité
- Centre des affaires de Bab Ezzouar
- Université des sciences et de la technologie Houari-Boumédiène
- Centre commercial et de loisirs de Bab Ezzouar